# 古渡町
古渡町（ふるわたりちょう）は、愛知県名古屋市中区の地名。丁番を持たない単独町名である。住居表示実施。

## 地理
名古屋市中区南西部に位置する。東は伊勢山一丁目・同二丁目、西は正木一丁目・同二丁目、南は正木三丁目・金山一丁目、北は松原三丁目に接する。

## 歴史

### 町名の由来
江戸期の愛知郡古渡村を前身とする。当地の東側はかつて入江となっており、古くから渡しがあったとされる。『延喜式』にみえる東海道の駅家「新溝駅」も当地付近に存在したという説が有力視されており、古代から渡津として発展したされる。
地名は中世前期から確認でき、平安末期成立とされる『明月記』には以下のような記述がある。
ここにみえる「旧渡」が古渡のこととされ、平安末期の段階で既に入江が陸地化していたことが読み取れる。
鎌倉時代後期の古文書には以下のような記述が見える。
これらの史料から当地が古くは愛知郡大宅郷に属していたこと、「古渡河」という川や「堤」があったことが分かる。
なお西側もかつては入江であったという説もある。

### 行政区画の変遷
- 1871年（明治4年）9月29日 - 愛知郡古渡村・古渡新町・木場屋敷の各一部により、古渡町として成立[6]。
- 1878年（明治11年）12月20日 - 一部が伊勢山町・東古渡町・正木町に編入される[6]。
- 1889年（明治22年）10月1日 - 名古屋市成立に伴い、同市古渡町となる[1]。
- 1905年（明治38年） - 愛知産婆学校が設立される[7]。
- 1908年（明治41年）4月1日 - 中区成立に伴い、同区古渡町となる[6]。
- 1974年（昭和49年）5月11日 - 住居表示実施に伴い、1丁目の一部が松原三丁目および橘二丁目に編入される[6]。また、一部が橘二丁目に編入される[8]。
- 1977年（昭和52年）5月8日 - 伊勢山町・下茶屋町・東古渡町・正木町の各一部を編入する[1]。また、一部が金山一丁目に編入される[9]。
- 1980年（昭和55年）7月13日 - 一部が金山町一丁目・新尾頭一丁目に編入される[9]。

## 世帯数と人口
2019年（平成31年）2月1日現在の世帯数と人口は以下の通りである。
| 町丁   | 世帯数  | 人口  |
| ------ | ------- | ----- |
| 古渡町 | 268世帯 | 439人 |

### 人口の変遷
国勢調査による人口の推移
| 1995年（平成7年）  | 529人 | [ WEB 6 ]  |  |
| 2000年（平成12年） | 504人 | [ WEB 7 ]  |  |
| 2005年（平成17年） | 542人 | [ WEB 8 ]  |  |
| 2010年（平成22年） | 552人 | [ WEB 9 ]  |  |
| 2015年（平成27年） | 572人 | [ WEB 10 ] |  |

## 学区
市立小・中学校に通う場合、学校等は以下の通りとなる。また、公立高等学校に通う場合の学区は以下の通りとなる。
| 番・番地等 | 小学校               | 中学校                 | 高等学校 |
| ---------- | -------------------- | ---------------------- | -------- |
| 全域       | 名古屋市立正木小学校 | 名古屋市立伊勢山中学校 | 尾張学区 |

## 交通
- 国道19号（伏見通）[2]
- 名古屋市道山王線（山王通）

## 施設
- 曹洞宗東海寺[2]
- 円通寺[2]
- 伝昌寺[2]
- 正木幼児園
- 国際製菓技術専門学校
- あいちビジネス専門学校 高等課程
- 不老園
- ナ・デックス本社
- 愛知県共済生活協同組合

- ナ・デックス本社

## その他

### 日本郵便
- 郵便番号 : 460-0025[WEB 3]（集配局：名古屋中郵便局[WEB 13]）。

### WEB
1. ↑  “愛知県名古屋市中区の町丁・字一覧”.   人口統計ラボ. 2017年4月7日閲覧。
2. 1 2  “町・丁目(大字)別、年齢(10歳階級)別公簿人口(全市・区別)”.   名古屋市 (2019年2月20日). 2019年2月20日閲覧。
3. 1 2  “郵便番号”.  日本郵便. 2019年2月10日閲覧。
4. ↑  “市外局番の一覧”.   総務省. 2019年1月6日閲覧。
5. ↑  名古屋市役所市民経済局地域振興部住民課町名表示係 (2015年10月21日). “中区の町名一覧”.   名古屋市. 2017年4月7日閲覧。
6. ↑  総務省統計局 (2014年3月28日). “平成7年国勢調査の調査結果(e-Stat) - 男女別人口及び世帯数 －町丁・字等” (CSV). 2019年4月27日閲覧。
7. ↑  総務省統計局 (2014年5月30日). “平成12年国勢調査の調査結果(e-Stat) - 男女別人口及び世帯数 －町丁・字等” (CSV). 2019年4月27日閲覧。
8. ↑  総務省統計局 (2014年6月27日). “平成17年国勢調査の調査結果(e-Stat) - 男女別人口及び世帯数 －町丁・字等” (CSV). 2019年4月27日閲覧。
9. ↑  総務省統計局 (2012年1月20日). “平成22年国勢調査の調査結果(e-Stat) - 男女別人口及び世帯数 －町丁・字等” (CSV). 2019年4月27日閲覧。
10. ↑  総務省統計局 (2017年1月27日). “平成27年国勢調査の調査結果(e-Stat) - 男女別人口及び世帯数 －町丁・字等” (CSV). 2019年4月27日閲覧。
11. ↑  “市立小・中学校の通学区域一覧”.   名古屋市 (2018年11月10日). 2019年1月14日閲覧。
12. ↑  “平成29年度以降の愛知県公立高等学校（全日制課程）入学者選抜における通学区域並びに群及びグループ分け案について”.   愛知県教育委員会 (2015年2月16日). 2019年1月14日閲覧。
13. ↑  郵便番号簿 平成29年度版 - 日本郵便. 2019年02月26日閲覧 (PDF)

### 書籍
1. 1 2 3  名古屋市計画局 1992, p. 791.
2. 1 2 3 4 5 6  「角川日本地名大辞典」編纂委員会 1989, p. 1481.

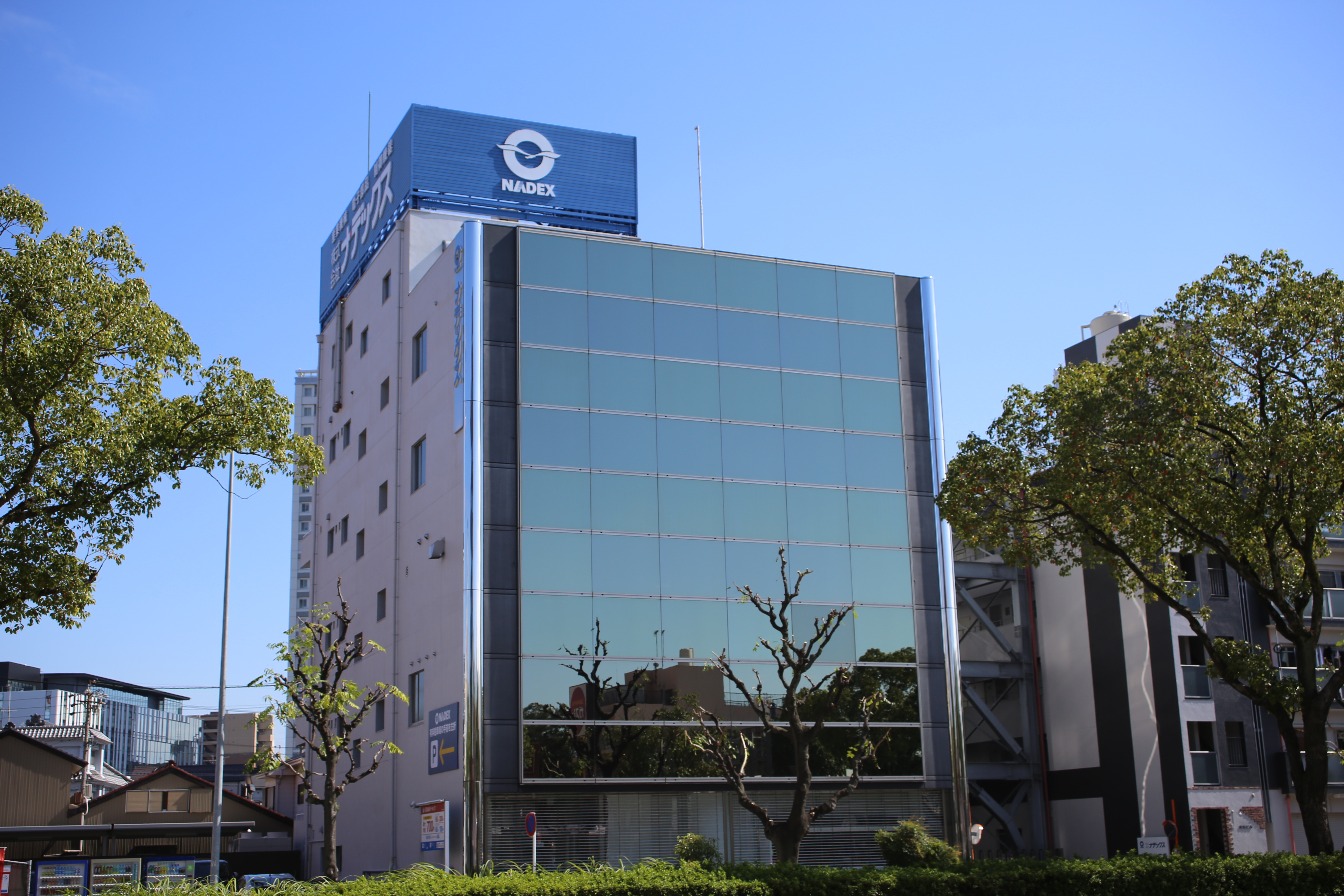
ナ・デックス本社

3. 1 2 3 4 5  三渡俊一郎 1986, p. 7.
4. ↑  三渡俊一郎 1986, p. 5.
5. ↑  名古屋市計画局 1992, p. 325.
6. 1 2 3 4  福岡清彦 1976, p. 7.
7. ↑  結城陸郎 2000, p. 176.
8. ↑  名古屋市計画局 1992, p. 790.
9. 1 2  名古屋市計画局 1992, p. 792.